# Auchsesheim
Auchsesheim is een plaats in de Duitse gemeente Donauwörth, deelstaat Beieren, en telt 690 inwoners.